# Chuck Connors
Kevin Joseph Aloysius Connors, detto Chuck (Brooklyn, 10 aprile 1921 – Los Angeles, 10 novembre 1992), è stato un attore, cestista e giocatore di baseball statunitense, professionista nella ABL, nella NBL, nella BAA e nella MLB. Assieme ad altri soli tredici atleti statunitensi, giocò da professionista sia nella Major League Baseball (Brooklyn Dodgers 1949, Chicago Cubs, 1951) che nella National Basketball Association (Boston Celtics 1946–1948). Con una carriera di quarant'anni nel cinema e nella televisione, è noto principalmente per il ruolo di Lucas McCain nella serie ABC The Rifleman (1958–1963).

## Biografia
Connors nacque il 10 aprile 1921, a Brooklyn, New York City, primogenito di Marcella Lundrigan e Alban Francis "Allan" Connors, immigrati con origini irlandesi dalla provincia canadese di Terranova e Labrador. La sorella minore Gloria aveva due anni di meno.
Il padre divenne cittadino americano nel 1914 e lavorò negli anni '30 a Brooklyn come scaricatore di porto e la madre ottenne la cittadinanza americana nel 1917. Fu educato in scuole cattoliche, fu chierichetto nella Basilica of Our Lady of Perpetual Help a Brooklyn.
Connors fu un fan dei Brooklyn Dodgers e sperò un giorno di farne parte. Frequentò la Adelphi Academy di Brooklyn, dove si diplomò nel 1939. Ricevette offerte da una dozzina di college e università.
Scelse la Seton Hall University a South Orange (New Jersey). Giocò con la squadra Seton Hall Pirates a pallacanestro e baseball per la scuola, e fu in quel periodo che cambiò il suo nome. Fin da bambino Kevin non gli piaceva. Provò "Lefty" e "Stretch" per poi scegliere definitivamente "Chuck". Dal suo team Seton Hall's baseball ripetevano "Chuck it to me, baby! Chuck it to me!".
Connors lasciò la Seton Hall dopo due anni per accettare un contratto da professionista di baseball. Giocò in lega minore nel 1940 e 1942, poi entrò nello United States Army durante la seconda guerra mondiale. Durante la guerra servì come istruttore a Fort Campbell, Kentucky, e poi all'Accademia militare di West Point, New York.

## Palmarès

### Pallacanestro
- Campione NBL (1946)

## Filmografia parziale

### Cinema
- Lui e lei (Pat and Mike), regia di George Cukor (1952)
- L'irresistibile Mr. John (Trouble Along the Way), regia di Michael Curtiz (1953)
- Il sergente Bum! (South Sea Woman), regia di Arthur Lubin (1953)
- I dragoni dell'aria (Dragonfly Squadron), regia di Lesley Selander (1954)
- Giungla umana (The Human Jungle), regia di Joseph M. Newman (1954)
- Anatomia di un delitto (Naked Alibi), regia di Jerry Hopper (1954)
- Ombre gialle (Target Zero), regia di Harmon Jones (1955)
- Tre strisce al sole (Three Stripes in the Sun), regia di Richard Murphy (1955)
- Buongiorno, Miss Dove (Good Morning, Miss Dove), regia di Henry Koster (1955)
- Hot Rod Girl, regia di Leslie H. Martinson (1956)
- L'ultimo bazooka tuona (Hold Back the Night), regia di Allan Dwan (1956)
- La pista dei Tomahawks (Tomahawk Trail), regia di Lesley Selander (1957)
- La donna del destino (Designing Woman), regia di Vincente Minnelli (1957)
- Impiccagione all'alba (The Hired Gun), regia di Ray Nazarro (1957)
- Zanna Gialla (Old Yeller), regia di Robert Stevenson (1957)
- La signora prende il volo (The Lady Takes a Flyer), regia di Jack Arnold (1958)
- Il grande paese (The Big Country), regia di William Wyler (1958)
- Geronimo! (Geronimo), regia di Arnold Laven (1962)
- Il mio amico delfino (Flipper), regia di James B. Clark (1963)
- Fammi posto tesoro (More Over, Darling), regia di Michael Gordon (1963)
- El Tigre (Ride Beyond Vengeance), regia di Bernard McEveety (1966)
- Ammazzali tutti e torna solo, regia di Enzo G. Castellari (1968)
- Il capitano Nemo e la città sommersa (Captain Nemo and the Underwater City), regia di James Hill (1969)
- La spina dorsale del diavolo (The Deserter), regia di Niska Fulgozi, Burt Kennedy (1970)
- L'infallibile pistolero strabico (Support Your Local Gunfighter), regia di Burt Kennedy (1971)
- I tre del mazzo selvaggio (Pancho Villa), regia di Eugenio Martín (1972)
- Shannon senza pietà (Embassy), regia di Gordon Hessler (1972)
- Mad Bomber - L'uomo sputato dall'inferno (The Mad Bomber), regia di Bert I. Gordon (1972)
- Welcome bastardi! (The Proud and Damned), regia di Ferde Grofé Jr. (1972)
- 2022: i sopravvissuti (Soylent Green), regia di Richard Fleischer (1973)
- Attento sicario: Crown è in caccia (99 and 44/100% Dead), regia di John Frankenheimer (1974)
- Il lupo dei mari, regia di Giuseppe Vari (1975)
- Horror Puppet (Tourist Trap), regia di David Schmoeller (1979)
- Il giorno degli assassini (Day of the Assassin), regia di Brian Trenchard-Smith, Carlos Vasallo (1979)
- Ultimo rifugio: Antartide (Fukkatsu no hi), regia di Kinji Fukasaku (1980)
- L'aereo più pazzo del mondo... sempre più pazzo (Airplane II: The Sequel), regia di Ken Finkleman (1982)
- Balboa, regia di James Polakof (1986)
- Summer Camp Nightmare, regia di Bert L. Dragin (1987)
- Teste rasate (Skinheads), regia di Graydon Clark (1989)
- L'ultimo volo all'inferno, regia di Ignazio Dolce (1990)
- Salmonberries - A piedi nudi nella neve (Salmonberries), regia di Percy Adlon (1991)

### Televisione
- General Electric Theater – serie TV, episodi 3x07-6x03 (1954-1957)
- TV Reader's Digest – serie TV, episodio 1x11 (1955)
- Screen Directors Playhouse – serie TV, episodio 1x08 (1955)
- The Star and the Story – serie TV, episodi 2x02-2x12 (1955-1956)
- Gunsmoke – serie TV, episodio 1x30 (1956)
- Crossroads – serie TV, episodio 2x01 (1956)
- West Point – serie TV, episodi 1x02-1x15 (1956-1957)
- The Restless Gun – serie TV, episodio 1x13 (1957)
- The Rifleman – serie TV, 168 episodi (1958-1963)
- June Allyson Show (The DuPont Show with June Allyson) – serie TV, episodio 1x20 (1960)
- Sotto accusa (Arrest and Trial) – serie TV, 30 episodi (1963-1964)
- Un eroe da quattro soldi (The Hero) – serie TV, episodio 1x01 (1966)
- Il virginiano (The Virginian) – serie TV, episodio 9x16 (1971)
- Mistero in galleria (Night Gallery) – serie TV, 1 episodio (1973)
- Orrore a 12000 metri (The Horror at 37,000 Feet), regia di David Lowell Rich – film TV (1973)
- Thrill Seekers - Il pericolo è il mio mestiere (Three Seekers) – serie TV, 52 episodi (1973-1974)
- Sulle strade della California (Police Story) – serie TV, 4 episodi (1973-1976)
- Incubo nella contea di Badham (Nightmare in Badham County), regia di John Llewellyn Moxey – film TV (1976)
- Miss Beautiful (The Night They Took Miss Beautiful), regia di Robert Michael Lewis – film TV (1977)
- La signora in giallo (Murder, She Wrote) – serie TV, episodio 2x02-5x05 (1985-1988)

## Doppiatori italiani
Nelle versioni in italiano delle opere in cui ha recitato, Chuck Connors è stato doppiato da:
- Glauco Onorato ne Il grande paese, Il mio amico delfino, Il lupo dei mari
- Renato Turi in Ombre gialle, Buongiorno, Miss Dove, Radici
- Luciano De Ambrosis in La spina dorsale del diavolo, Il capitano Nemo e la città sommersa
- Nando Gazzolo in La signora prende il volo
- Emilio Cigoli in Ammazzali tutti e torna solo
- Stefano Sibaldi ne Il sergente Bum!
- Giuseppe Rinaldi in Geronimo
- Alberto Lupo in Impiccagione all'alba
- Giancarlo Maestri in 2022: i sopravvissuti
- Gigi Pirarba in Horror Puppet
- Gianni Bonagura ne I tre del mazzo selvaggio
- Michele Kalamera in La signora in giallo (ep. 2x02)
- Alvise Battain in La signora in giallo (ep. 5x05)